# 22685 Dominguez
22685 Dominguez este un asteroid din centura principală de asteroizi.

## Descriere
22685 Dominguez este un asteroid din centura principală de asteroizi. A fost descoperit pe 17 august 1998 la Socorro, New Mexico, în cadrul proiectului LINEAR. Asteroidul prezintă o orbită caracterizată de o semiaxă mare de 2,79 ua, o excentricitate de 0,06 și o înclinație de 3,1° în raport cu ecliptica.